# Онруд, Ханс
Ханс О́нруд (норв. Hans Aanrud, 3 сентября 1863, Гёусдал — 9 января 1953, Осло) — норвежский прозаик, драматург, театральный и литературный критик. Мастер малой прозы.

## Биография
Родился в крестьянской семье, поэтому детские годы провёл в деревне Гёусдал. В школе учился прилежно, после окончания школы решил изучать право, но в университете увлёкся филологией. С 1890 года работал литературным и театральным критиком в нескольких газетах. Был учителем. В 1899—1900 годах был директором театра Den Nationale Scene в Бергене. В Бергене познакомился со своей будущей женой Вильгельминой Скольдагер, которая родила ему двух дочерей. До 1929 года они жили на ферме Byrud. В 1911—1923 годах состоял литературным консультантом Национального театра в Осло.
Во время второй мировой войны жил в Люнгдале. Деревушка Гаусдаль прославилась благодаря литературным произведениям Онруда, поскольку именно она являлась местом действия его книг, хотя ни разу не была упомянута впрямую.
Онруд умер в 1953 году в возрасте почти 90 лет, сохранив бодрость духа до последних дней.

## Творчество
Дебютировал как писатель в 1887 году в журнале Nyt Tidsskrift. Первый сборник «Рассказы» Онруд опубликовал в 1891 году. Наиболее значительными считаются его произведения малой прозы для детей младшего и среднего возраста:
- «Влиятельные люди. Рассказы для больших и маленьких» (1896),
- «Сидсель, длинная рубаха» (1903),
- «Сольве с Солнечного хутора» (1910).

Для рассказов писателя характерны умело построенная фабула, юмор, знание народной жизни. Этим отличаются и его драмы «Аист» (1895), «Зазнайка» (1901), комедия «Петух» (1906).
В 1914—1915 годах вышло «Собрание сочинений» Онруда в шести томах.
В переводе на русский язык вышли книги Онруда:
- «Маленькие норвежцы» (Москва, 1912 год),
- «Норвежские рассказы» (Москва, 1919 год).